# Ergasilus funduli
Ergasilus funduli is een eenoogkreeftjessoort uit de familie van de Ergasilidae. De wetenschappelijke naam van de soort is voor het eerst geldig gepubliceerd in 1863 door Kroyer.